# Gai Juli Solí
Gai Juli Solí (en llatí Gaius Julius Solinus) va ser un gramàtic i compilador llatí, probablement de mitjans del segle iv, tot i que Theodor Mommsen, que n'edità les seves obres, el situà en la primera meitat del segle iii.
Va ser l'autor d'un tractat geogràfic dividit en 57 capítols amb breus ressenyes del món antic conegut i una descripció de curiositats en un àmbit corogràfic amb notícies històriques, orígens, costums, ritus religiosos, condicions socials, història natural i altres circumstàncies, i un detall de les produccions de cada regió: animals, vegetals i minerals, anomenat De mirabilibus mundi ('Les meravelles del món'), que circulà tant amb el títol de Collectanea rerum memorabilium ('Col·lecció de curiositats'), com de Polyhistor, títol donat per l'autor. La major part està extreta de la Naturalis Historiae de Plini el Vell i de la Geografia de Pomponi Mela. Segons ell mateix diu, la seva obra la va escriure seleccionant les millors fonts, però no diu quines.
El Polyhistor s'imprimí el 1473 a Venècia, per Nicolaum Ienson, sota el títol de De situ et memorabilibus orbis capitula, títol que apareix, en terres catalanes, a la biblioteca de l'humanista Pere Miquel Carbonell.